# Deserto do Douro

Reino das Astúrias
Deserto do Douro

O Deserto do Douro é um termo historiográfico que se refere a um suposto despovoamento da bacia do Douro durante o século VIII. De acordo com essa tese, principalmente defendida por Claudio Sánchez-Albornoz, seria um despovoamento estratégico realizado pelo rei Afonso I em suas campanhas de defesa do Reino de Astúrias. Outros historiadores, como Menéndez Pidal ou Américo Castro, minimizaram a importância desse despovoamento e sustentaram que no avanço cristão subsequente não houve um repovoamento, mas sim uma reorganização do território e da população ao serem incorporados ao reino. Os historiadores Abilio Barbero e Marcelo Vigil publicaram em 1978 "La formación del feudalismo en la Península Ibérica", no qual criticaram a tese de Sánchez Albornoz, mas o debate continuou ao longo das décadas seguintes. Em 2000, Armando Besga Marroquín, em sua obra "Orígenes hispanogodos del reino de Asturias" (Oviedo, Real Instituto de Estudos Asturianos), recuperou a tese do "deserto do Douro".

## História
Por volta do ano 740, três décadas após a invasão muçulmana da Península Ibérica, ocorreu a revolta berbere, protagonizada pelos contingentes berberes que haviam feito parte do exército árabe que derrubou a monarquia visigoda em 711 e que teve seu epicentro no norte da África. Para sufocar a revolta, o califa de Damasco enviou um exército composto por tropas sírias, chamadas de jundes (exércitos), que conseguiu acabar com a rebelião e, como recompensa, cada junde recebeu uma província de Alandalus.
Uma das consequências da revolta berbere foi que a região ao norte do Sistema Central ficou indefesa porque as guarnições árabes lá estacionadas foram obrigadas a recuar para o sul devido aos ataques dos rebeldes berberes. Esse vácuo foi aproveitado pelo rei asturiano Afonso I, que realizou uma série de campanhas pelo vale do Douro, que, segundo as crônicas medievais, resultaram na conquista de um grande número de cidades, cujos habitantes foram levados para o reino asturiano. Com base nesses fatos, muitos historiadores, especialmente Claudio Sánchez Albornoz, desenvolveram a teoria de que o objetivo de Afonso I era criar um "deserto estratégico" no vale do Douro com o objetivo de proteger o reino asturiano contra incursões muçulmanas. Para Sánchez Albornoz, o "despovoamento do vale do Douro" teve consequências ainda mais profundas para o futuro do reino de Astúrias, porque ao ter ficado "desabitada", essa "terra de ninguém" seria ocupada nos dois séculos seguintes pelos asturianos, estendendo o reino por toda a meseta norte e forjando nessa empreitada uma classe de pequenos proprietários livres que constituiriam a espinha dorsal do reino. Os argumentos apresentados por Sánchez Albornoz foram de três tipos: documentais (as referências ao "deserto" presentes nas crônicas árabes e cristãs), toponímicos (a maioria dos nomes dos lugares remonta à época da repovoação) e sociais (na bacia do Douro emergiu uma sociedade nova sem vínculos com o passado).
De acordo com Eduardo Manzano Moreno, os argumentos apresentados por Sánchez Albornoz para sustentar sua tese do "despovoamento do vale do Douro" "nunca foram conclusivos". Um dos primeiros críticos foi o próprio mentor de Sánchez Albornoz, Ramón Menéndez Pidal, que lembrou que as palavras "despovoar" e "povoar" nas crônicas medievais significavam desorganizar ou organizar um determinado território e não o desalojamento ou alojamento de pessoas em um lugar. Além disso, ele considerava pouco crível que Afonso I tivesse força suficiente para realizar uma empresa tão extraordinária e que os vales cantábricos, que constituíam o núcleo primitivo do reino asturiano, tivessem capacidade suficiente para acolher tantas pessoas trazidas de lá da meseta.
Em 1978, Abilio Barbero e Marcelo Vigil questionaram a tese de Sánchez Albornoz sobre o despovoamento total da bacia do Douro e sua posterior "repovoação", recorrendo aos argumentos apresentados por Menéndez Pidal e à arqueologia. "Com base em dados históricos e linguísticos, [Menéndez Pidal] apontou a continuidade da vida cristã nos séculos VIII e IX, uma vez que muitos dos lugares 'despovoados' por Afonso I, de acordo com a Crônica de Afonso III, e 'repovoados' nos séculos IX e X não estavam desabitados. Existem dados arqueológicos que comprovam a existência de uma população estável na bacia do Douro desde a época visigótica até o século X". Barbero e Vigil concluíram: "a região continuou habitada pela antiga população, mas nunca houve uma organização territorial que pudesse alcançar a coesão necessária para formar uma unidade política independente".
No entanto, em 1982, apenas quatro anos após a publicação do livro de Barbero e Vigil, Luis Agustín García Moreno sustentou que as "teses fundamentais do grande medievalista Sánchez Albornoz são atualmente aceitas pela maioria dos estudiosos". Em sua avaliação, García Moreno apontou apenas duas "possíveis matizações". A primeira é que o despovoamento "não pôde ser total" - "quando forem realizadas prospecções arqueológicas abundantes, poderá ser comprovado que a continuidade de habitação encontrada em El Castellar (Villajimena, Palência) não constitui uma exceção". A segunda é que a população que se dirigiu para o norte era "a população dirigente - nobres e clérigos", "o que imediatamente causou empobrecimento e uma radical ruralização das manifestações externas de habitação na região, ao mesmo tempo em que criou um vazio político fundamental... Isso explicaria suficientemente o fato de as fontes posteriores não mencionarem a existência de uma população naquela região, uma vez que não havia lá nenhum poder ou estrutura estável e reconhecida".
Em 2003, Julio Valdeón destacou que "foi principalmente a arqueologia que mais criticou a hipótese do despovoamento, com base em escavações que revelam, em determinados pontos, uma continuidade populacional". "De qualquer forma - continuou Valdeón - além do maior ou menor despovoamento dessas terras, é indubitável que a bacia do Douro foi uma 'terra de ninguém', uma vez que, a partir da metade do século VIII, não estava sob o domínio nem de Alandalus nem do incipiente reino asturiano. Em todo caso, houve, sem a menor dúvida, um importante processo de repovoamento, no qual foram protagonistas principalmente pessoas vindas do outro lado da Cordilheira Cantábrica, às quais se somaram, avançado o século IX, os moçárabes que abandonavam Alandalus". Um ano antes, Valdeón havia fornecido outra prova da continuidade populacional no vale do Douro: um documento de 909 referente à localidade de Alkamín, próxima a Tordesilhas, que faz referência à presença no local de "gente bárbara" - em alusão aos berberes?, perguntava-se o próprio Valdeón.
Em 2010, Eduardo Manzano Moreno, fazendo um balanço do debate, concluiu que "é exagerado dizer que entre os séculos VIII e X todo o vale do Douro se tornou um grande deserto estratégico. No entanto, é verdade que após a conquista de 711, núcleos que até então haviam sido sedes episcopais, como Salamanca, Palencia, Osma ou Ávila, bem como numerosos enclaves de menor importância, desaparecem das fontes árabes e latinas. Não há dúvida de que continuaram sendo habitados - duzentos ou trezentos anos depois, voltaram a recuperar seu antigo protagonismo no mesmo local que haviam ocupado no passado -, mas o que aconteceu neles ou o que suas pessoas fizeram durante esse longo hiato é algo que desconhecemos. Sem uma estrutura administrativa reconhecível e sem centros de poder como mosteiros ou grandes domínios que centralizassem os recursos, toda essa região se apresenta como uma terra de ninguém, abandonada tanto pelos reis do norte quanto pelos emires do sul... O vale do Douro se tornou, assim, uma área evitada tanto por cristãos quanto por muçulmanos. No entanto, enquanto estes últimos, por razões que não conseguimos compreender totalmente, viraram as costas para a região, a expansão do reino astur ao longo dos séculos IX e X se deu sobre ela, contribuindo para dotar os reinos cristãos do norte de uma base territorial mais sólida".
O primeiro a falar sobre o despovoamento do vale do Douro foi o historiador português Alexandre Herculano em sua obra "História de Portugal", publicada entre 1846 e 1850.